# 內森鎮區 (明尼蘇達州聖路易斯縣)
內森鎮區（英語：Gnesen Township）是位於美國明尼蘇達州聖路易斯縣的一個行政鎮區。

## 地方資料
內森鎮區的面積為185.65平方千米，當中陸地面積為162.877平方千米，而水域面積為22.78平方千米。根據2020年美國人口普查的數據，當地共有人口1931人，而人口密度為每平方千米10.4人。